# 新田綾香
新田 綾香（にった あやか、10月6日 - ）は、日本の女性声優。かつてはリマックスに所属していた。千葉県出身。

## 出演

### テレビアニメ
2013年
- 宇宙兄弟（新田母）

2016年
- シュヴァルツェスマーケン（ヴァレリア・ネルリンガー）
- 坂本ですが?（女性客）
- 食戟のソーマシリーズ（老婆、女性記者） - 2シリーズ
- Occultic;Nine -オカルティック・ナイン-（女性）

2017年
- 有頂天家族2（おばちゃん）
- アイドルマスター SideM（アシスタント）

2018年
- 鹿楓堂よついろ日和（おばあさん）
- 悪偶 -天才人形-（ダンスのおばさんB）
- 七星のスバル（情報屋）
- ゴールデンカムイ（谷垣の母、アイヌの女たち）

2019年
- 女子高生の無駄づかい（ロリのおばあちゃん）

### 劇場アニメ
- 劇場版 探偵オペラ ミルキィホームズ〜逆襲のミルキィホームズ〜（2016年、女性販売員）

### 吹き替え
- 王の後宮（夏荷）
- ナタリー（ナタリーの母）
- ランズエンド-闇の孤島-（ジェマ）
- アンダーカバー・ボス2〜社長潜入調査
- ザッツ★マジックアワー ダメ男ハワードのステキな人生
- レイブン見えちゃってチョー大変（ボニータ）
- ReGenesis（看護婦）
- フェニックス〜約束の歌〜（チュンイの母）
- マーサ・スチュワート・ショー
- キツネちゃん、何しているの?（キム看護婦）
- 明るい離婚計画（レイの秘書）
- コーリーホワイトハウスでチョー大変（大使夫人）

### ゲーム
- 謎惑館 〜音の間に間に〜
- ロード オブ アポカリプス
- ファイトリーグ（ライン際の掃除屋 ハエーナ[2]）

### ボイスオーバー
- ダギーセンター
- シスコオンライン

### ナレーション
- 熱血BO-SO TV
- 住友不動産VP
- 日清製粉鶴見工場VP
- JA東京第一ビルVP
- We are MIB（Mnet）
- 福岡スマートハウスVP

### 舞台
- おっ､ぺれった不死鳥公演「おっぺけぺれった2011」
- おっ､ぺれった学園皐月祭
- ちょっとノゾいてみてごらん2008
- WITHYOU
- この世はア~ンビリーバボー♪
- ハツカネズミと人間
- コミュニケーションズ
- 赤ずきんちゃんの森の狼たちのクリスマス
- おっ、ぺれった35周年公演「ハードボイルド母ちゃん」[3]

### その他コンテンツ
- ハッピーチャーリーと空飛ぶカーニバル